# Lijst van NPO Radio 2 TopSongs in 2017
Deze hits waren in 2017 NPO Radio 2 TopSong op NPO Radio 2:
| Nr. | Datum        | Artiest                                                             | Titel                                                               |
| --- | ------------ | ------------------------------------------------------------------- | ------------------------------------------------------------------- |
| 128 | 1 januari    | Stevie Wonder featuring Ariana Grande                               | Faith                                                               |
| 129 | 6 januari    | Ed Sheeran                                                          | Castle on the Hill                                                  |
| 130 | 13 januari   | Rondé                                                               | Naturally                                                           |
| 131 | 20 januari   | Young Gun Silver Fox                                                | Lolita                                                              |
| 132 | 27 januari   | Rag'n'Bone Man                                                      | Skin                                                                |
| 133 | 4 februari   | Van Echelpoel                                                       | Ziet em duun                                                        |
| 134 | 11 februari  | Katy Perry featuring Skip Marley                                    | Chained to the Rhythm                                               |
| 135 | 18 februari  | Chef'Special                                                        | Try Again                                                           |
| 136 | 25 februari  | DI-RECT                                                             | Ricochet                                                            |
| 137 | 3 maart      | O'G3NE                                                              | Lights and Shadows                                                  |
| 138 | 10 maart     | Racoon                                                              | Bring It On                                                         |
| -   | 17 maart     | Geen Radio 2 Top Song in verband met thema-week "Platenbonanza XXL" | Geen Radio 2 Top Song in verband met thema-week "Platenbonanza XXL" |
| 139 | 24 maart     | Michael Kiwanuka                                                    | Cold Little Heart                                                   |
| 140 | 31 maart     | Krystl                                                              | Losing My Head                                                      |
| 141 | 7 april      | Rilan & The Bombardiers                                             | Supernatural                                                        |
| 142 | 14 april     | Ed Sheeran                                                          | Galway Girl                                                         |
| 143 | 21 april     | Dan Auerbach                                                        | Shine On Me                                                         |
| 144 | 28 april     | Lady Antebellum                                                     | You Look Good                                                       |
| 145 | 5 mei        | Thomas Azier                                                        | Babylon                                                             |
| 146 | 12 mei       | The Weeknd                                                          | Rockin'                                                             |
| 147 | 19 mei       | Rondé                                                               | Headlights                                                          |
| 148 | 26 mei       | Roxeanne Hazes                                                      | Ik was toch je meisje?                                              |
| 149 | 2 juni       | Alain Clark                                                         | Kiss You the Same                                                   |
| 150 | 9 juni       | Arcade Fire                                                         | Everything Now                                                      |
| 151 | 16 juni      | The Killers                                                         | The Man                                                             |
| 152 | 23 juni      | George Ezra                                                         | Don't Matter Now                                                    |
| 153 | 30 juni      | Chef'Special                                                        | Because I Love You                                                  |
| 154 | 7 juli       | Chris Stapleton                                                     | I Was Wrong                                                         |
| 155 | 14 juli      | Coldplay & Big Sean                                                 | Miracles (Someone Special)                                          |
| 156 | 21 juli      | Aloe Blacc                                                          | King Is Born                                                        |
| 157 | 28 juli      | Kita Menari                                                         | Young Lovers                                                        |
| 158 | 4 augustus   | Francis and the Lights featuring Chance the Rapper                  | May I Have This Dance                                               |
| 159 | 11 augustus  | The War on Drugs                                                    | Pain                                                                |
| 160 | 18 augustus  | Roxeanne Hazes                                                      | In mijn bloed                                                       |
| 161 | 25 augustus  | Foo Fighters                                                        | The Sky Is a Neighborhood                                           |
| 162 | 1 september  | Mr. Probz featuring Anderson .Paak                                  | Gone                                                                |
| 163 | 8 september  | U2                                                                  | You're the Best Thing About Me                                      |
| 164 | 15 september | Miss Montreal                                                       | A Million Ways                                                      |
| 165 | 22 september | Beck                                                                | Up All Night                                                        |
| 166 | 29 september | Marco Borsato                                                       | Thuis                                                               |
| 167 | 6 oktober    | DI-RECT                                                             | With a Little Help                                                  |
| 168 | 13 oktober   | Steffen Morrison                                                    | Old Enough to Know Better                                           |
| 169 | 20 oktober   | Odesza featuring Leon Bridges                                       | Across the Room                                                     |
| 170 | 27 oktober   | Portugal. The Man                                                   | Feel It Still                                                       |
| 171 | 3 november   | U2                                                                  | Get Out of Your Own Way                                             |
| 172 | 10 november  | BLØF featuring Geike Arnaert                                        | Zoutelande                                                          |
| 173 | 17 november  | My Indigo                                                           | My Indigo                                                           |
| 174 | 24 november  | Elbow                                                               | Golden Slumbers                                                     |
| 175 | 1 december   | Ruben Hein                                                          | Everything I Say (Magnolia)                                         |
| 176 | 8 december   | Dua Lipa featuring Chris Martin                                     | Homesick                                                            |
| 177 | 15 december  | Arcade Fire                                                         | Put Your Money on Me                                                |
| -   | 22 december  | Geen Radio 2 Top Song in verband met de Radio 2 Top 2000            | Geen Radio 2 Top Song in verband met de Radio 2 Top 2000            |
| -   | 29 december  | Geen Radio 2 Top Song in verband met de Radio 2 Top 2000            | Geen Radio 2 Top Song in verband met de Radio 2 Top 2000            |

2014 ·
2015 ·
2016 ·
2017 ·
2018 ·
2019 ·
2020 ·
2021 ·
2022 ·
2023 ·
2024 ·
2025